# SC Régua
El SC Régua es un equipo de fútbol de Portugal que juega en la División de Honor de Vila Real, la quinta división nacional.

## Historia
Fue fundado el 30 de noviembre de 1944 en la ciudad de Peso da Régua en el estado de Vila Real con secciones de fútbol desde la categoría sub-12 y femenil, además de secciones en fútbol sala, fútbol 9 y fútbol 7.
En su historial llegó a jugar 30 temporadas en la desaparecida II Divisão donde jugó más de 500 partidos y nueve temporadas en la desaparecida Tercera División de Portugal donde jugó más de 30 partidos, además de más de 30 apariciones en la Copa de Portugal.

## Palmarés
- División de Honor de Vila Real: 8

1953/54, 1960/61, 1980/81, 1982/83, 1986/87, 1998/99, 2002/03, 2023/24
- Campeonato de Vila Real: 1

1953/54
- Copa de Vila Real: 2

2000/01, 2023/24
- Supercopa de Vila Real: 1

2024